# زارینا دیاز
زارینا دیاز (قزاقی: Зарина Диас؛ زادهٔ ۱۸ اکتبر ۱۹۹۳) یک تنیس‌باز اهل قزاقستان است.